# Dünsche
Dünsche ist ein Ortsteil der Gemeinde Trebel im Landkreis Lüchow-Dannenberg in Niedersachsen.

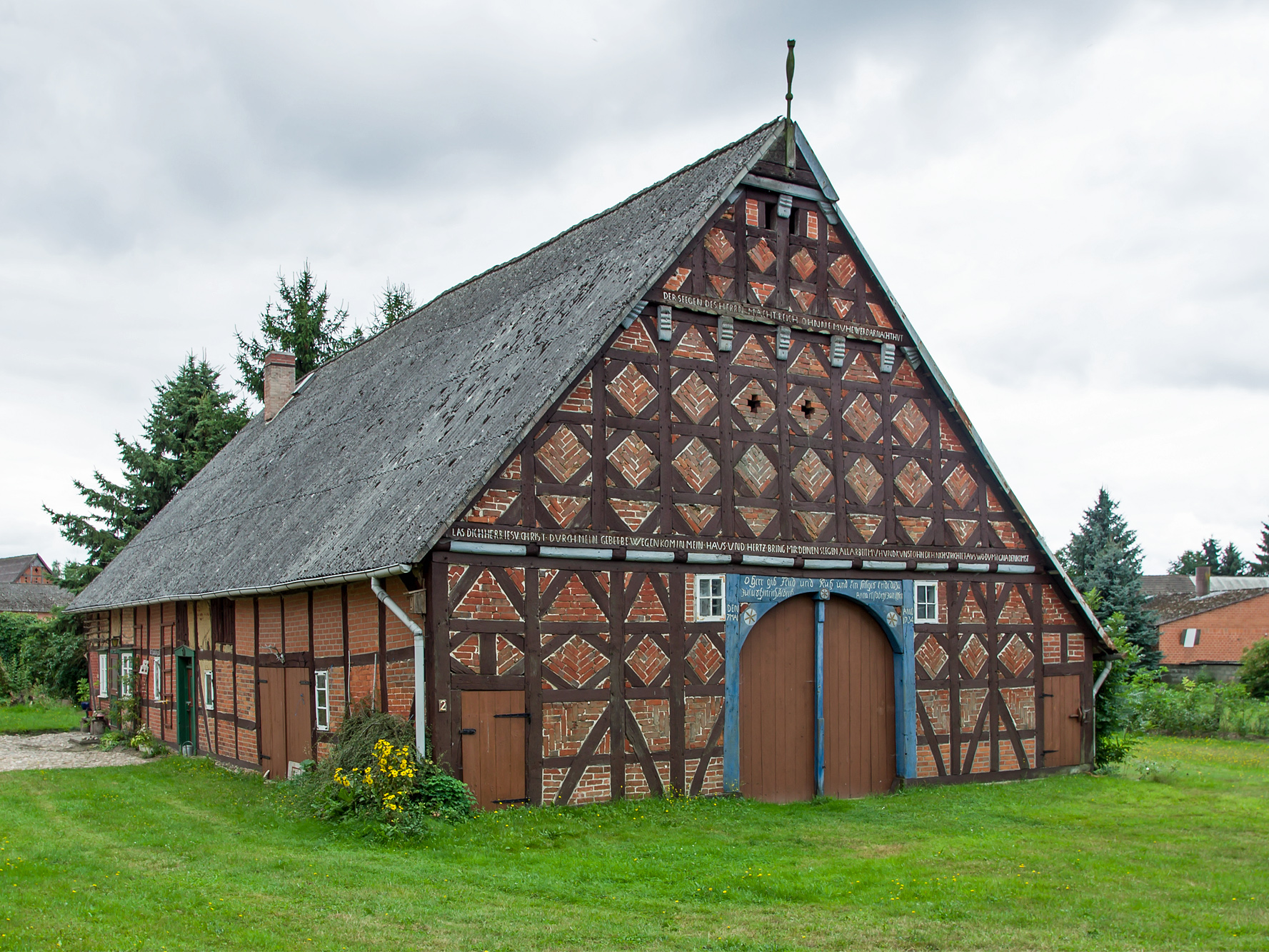
Dreiständer-Fachwerkhaus aus dem Jahr 1734

## Geographie und Verkehrsanbindung
Das Rundlingsdorf liegt nordwestlich des Kernortes Trebel an der Kreisstraße K 2, in die am nördlichen Ortsrand die K 29 einmündet. Südlich vom Ort verläuft die B 493. Nordöstlich fließt die Elbe und verläuft die Landesgrenze zu Brandenburg. Westlich und nördlich erstreckt sich das rund 1800 ha große Naturschutzgebiet Die Lucie.

## Geschichte
Am 1. Juli 1972 wurde Dünsche in die Gemeinde Trebel eingegliedert.